# San Antonio Scorpions

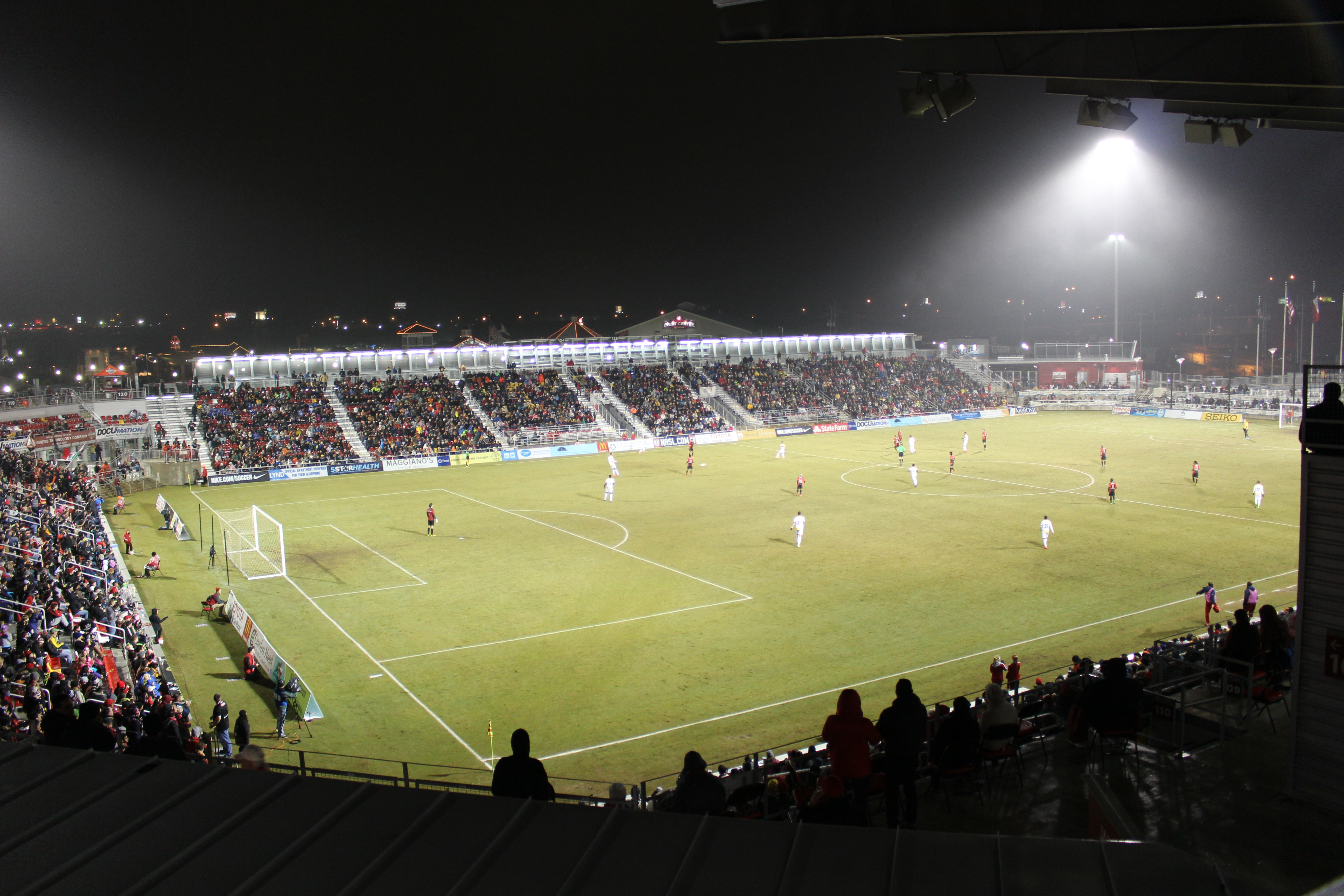
Toyota Field tijdens de Soccer Bowl 2014

San Antonio Scorpions FC was een Amerikaanse voetbalclub uit San Antonio.
De club werd in 2010 opgericht met het oog op deelname aan de nieuwe North American Soccer League (NASL) die in 2011 van start ging. De club neemt in het seizoen 2012 voor het eerst deel en speelt in afwachting van de oplevering van het nieuw te bouwen STAR Soccer Complex in het Heroes Stadium. Vanaf 2013 speelde de club in het Toyota Field bij het STAR Soccer Complex. In 2014 won de club het NASL herfstkampioenschap en aansluitend het algeheel kampioenschap (Soccer Bowl). Dit complex werd op 22 december 2015 verkocht om met een nieuwe club in San Antonio te gaan spelen en aansluiting te zoeken bij de MLS. De Scorpions werd ontbonden en de eigenaren willen de franchise verhuizen naar Las Vegas om met een nieuwe club in de USL te gaan spelen.

## Erelijst
- NASL (2014, herfst en Soccer Bowl)
- Woosnam Cup (2012, finalist 2014)

## Bekende (oud)-spelers
- Pablo Campos
- Rafael Arlex Castillo
- Ryan Cochrane
- Omar Cummings
- Hans Denissen
- Stephen DeRoux
- Daniel Fernandes
- Billy Forbes
- Greg Janicki
- Walter Ramírez
- Wálter Restrepo
- Daryl Sattler
- Josh Saunders
- Tomasz Zahorski

## Trainers
- Tim Hankinson (2011-2013)
- Alen Marcina (2013-2015)